# Ang Lee
Ang Lee (în 
chineză: 李安; pinyin: Lǐ Ān; n. 23 octombrie 1954, 潮州鎮⁠(d), 屏東縣⁠(d), Taiwan) este un regizor, scenarist și producător de film american de origine taiwaneză.

## Biografie
Ang Lee s-a născut pe 23 octombrie în 1954, în Chaochou, o regiune agricolă a Taiwanului. A crescut într-o familie în care educația era cea mai importantă, patriotismul și conservatorismul. Tatăl său a fost directorul Liceului în care a studiat, tocmai de aceea, când a picat de două ori examenul la o Universitate taiwaneză celebră, dezamagirea acestuia a fost profundă.
S-a înscris într-un colegiu - Școala Națională de Artă (devenită în prezent Universitatea Națională de Artă din Taiwan) - și chiar dacă tatăl său dorea ca el să devină profesor, Lee și-a urmat drumul și înclinația sa regizorală. Filmul The Virgin Spring (1960) a lui Ingmar Bergman l-a marcat și a reprezentat punctul său de plecare pentru întreaga carieră.
Este un regizor multipremiat. Filmul Ultima dorință a câștigat la Festivalul de film de la Veneția (2007) trofeul Leul de Aur și a fost nominalizat la Premiul BAFTA (2008) pentru Cel mai bun film străin.
Brokeback Mountain, un film foarte apreciat, i-a adus lui Lee Oscarul în 2006 pentru Cel mai bun regizor, Golden Globe (2006) tot pentru Cel mai bun regizor și Premiul BAFTA (2006) pentru Cel mai bun regizor.
Pentru pelicula Ospățul de nuntă, la care a fost regizor, scenarist, producător, a câștigat la Festivalul internațional de film din Berlin (1993) trofeul Ursul de Aur.

## Colaborări frecvente
| An   | Titlu                          | James Schamus | James Schamus | Tim Squyres | Mychael Danna | Danny Elfman |
| An   | Titlu                          | Producător    | Scenarist     | Editor      | Compozitor    | Compozitor   |
| ---- | ------------------------------ | ------------- | ------------- | ----------- | ------------- | ------------ |
| 1992 | Pushing Hands                  | Da            | Da            | Da          |               |              |
| 1993 | The Wedding Banquet            | Da            | Da            | Da          |               |              |
| 1994 | Eat Drink Man Woman            | Da            | Da            | Da          |               |              |
| 1995 | Sense and Sensibility          | Da            |               | Da          |               |              |
| 1997 | The Ice Storm                  | Da            | Da            | Da          | Da            |              |
| 1999 | Ride with the Devil            | Da            | Da            | Da          | Da            |              |
| 2000 | Crouching Tiger, Hidden Dragon | Da            | Da            | Da          |               |              |
| 2003 | Hulk                           | Da            | Da            | Da          |               | Da           |
| 2005 | Brokeback Mountain             | Da            |               |             |               |              |
| 2007 | Lust, Caution                  | Da            | Da            | Da          |               |              |
| 2009 | Taking Woodstock               | Da            | Da            | Da          |               | Da           |
| 2012 | Life of Pi                     |               |               | Da          | Da            |              |

## Filmografie
| An   | Film                           | Regizor | Producător | Scenarist | Editor | Actor | Note |
| ---- | ------------------------------ | ------- | ---------- | --------- | ------ | ----- | ---- |
| 1992 | Pushing Hands                  | Da      |            | Da        | Da     |       |      |
| 1993 | The Wedding Banquet            | Da      |            | Da        |        | Da    |      |
| 1994 | Eat Drink Man Woman            | Da      |            | Da        | Da     |       |      |
| 1995 | Sense and Sensibility          | Da      |            |           |        |       |      |
| 1995 | Siao Yu                        |         | Da         | Da        |        |       |      |
| 1997 | The Ice Storm                  | Da      |            |           |        |       |      |
| 1999 | Ride with the Devil            | Da      |            |           |        |       |      |
| 2000 | Crouching Tiger, Hidden Dragon | Da      | Da         |           |        |       |      |
| 2002 | The Hire                       | Da      |            |           |        |       |      |
| 2003 | Hulk                           | Da      |            |           |        |       |      |
| 2005 | Brokeback Mountain             | Da      |            |           |        |       |      |
| 2007 | Lust, Caution                  | Da      |            |           |        |       |      |
| 2007 | Hollywood Chinese              |         |            |           |        | Da    |      |
| 2009 | Taking Woodstock               | Da      |            |           |        |       |      |
| 2012 | Life of Pi                     | Da      | Da         |           |        |       |      |

## Premii
Mai jos este prezentată lista de premii și nominalizări majore ale filmelor lui Ang Lee.
| An   | Film                           | Nominalizări la Oscar | Câștiguri Oscar | Nominalizări la BAFTA | Câștiguri BAFTA | Nominalizări la Globul de Aur | Câștiguri Globul de Aur |
| ---- | ------------------------------ | --------------------- | --------------- | --------------------- | --------------- | ----------------------------- | ----------------------- |
| 1992 | Pushing Hands                  |                       |                 |                       |                 |                               |                         |
| 1993 | The Wedding Banquet            | 1                     |                 |                       |                 | 1                             |                         |
| 1994 | Eat Drink Man Woman            | 1                     |                 | 1                     |                 | 1                             |                         |
| 1995 | Sense and Sensibility          | 7                     | 1               | 12                    | 3               | 6                             | 2                       |
| 1997 | The Ice Storm                  |                       |                 | 2                     | 1               | 1                             |                         |
| 1999 | Ride with the Devil            |                       |                 |                       |                 |                               |                         |
| 2000 | Crouching Tiger, Hidden Dragon | 10                    | 4               | 14                    | 4               | 3                             | 2                       |
| 2002 | The Hire                       |                       |                 |                       |                 |                               |                         |
| 2003 | Hulk                           |                       |                 |                       |                 |                               |                         |
| 2005 | Brokeback Mountain             | 8                     | 3               | 9                     | 4               | 7                             | 4                       |
| 2007 | Lust, Caution                  |                       |                 | 2                     |                 | 1                             |                         |
| 2009 | Taking Woodstock               |                       |                 |                       |                 |                               |                         |
| 2012 | Life of Pi                     | 11                    | 4               | 9                     | 2               | 3                             | 1                       |
|      | Total                          | 38                    | 12              | 49                    | 14              | 23                            | 9                       |

### Premii și nominalizări primite de Ang Lee
Lee a câștigat o serie de premii majore internaționale, printre care 3 Premii Oscar, 3 Premii BAFTA, 3 Globuri de Aur; 3 Independent Spirit Awards ; 2 premii Leul de Aur și 2 premii Ursul de Aur.
| Premiu                             | Categorie                             | An   | Titlu                          | Rezultat     |
| ---------------------------------- | ------------------------------------- | ---- | ------------------------------ | ------------ |
| Academy Awards                     | Best Foreign Language Film            | 1993 | The Wedding Banquet            | Nominalizare |
| Academy Awards                     | Best Foreign Language Film            | 1994 | Eat Drink Man Woman            | Nominalizare |
| Academy Awards                     | Best Foreign Language Film            | 2000 | Crouching Tiger, Hidden Dragon | Câștigat     |
| Academy Awards                     | Best Picture                          | 2000 | Crouching Tiger, Hidden Dragon | Nominalizare |
| Academy Awards                     | Best Picture                          | 2012 | Life of Pi                     | Nominalizare |
| Academy Awards                     | Best Director                         | 2000 | Crouching Tiger, Hidden Dragon | Nominalizare |
| Academy Awards                     | Best Director                         | 2005 | Brokeback Mountain             | Câștigat     |
| Academy Awards                     | Best Director                         | 2012 | Life of Pi                     | Câștigat     |
| Cannes Film Festival               | Golden Palm                           | 1997 | The Ice Storm                  | Nominalizare |
| Cannes Film Festival               | Golden Palm                           | 2009 | Taking Woodstock               | Nominalizare |
| Berlin International Film Festival | Golden Berlin Bear                    | 1993 | The Wedding Banquet            | Câștigat     |
| Berlin International Film Festival | Golden Berlin Bear                    | 1996 | Sense and Sensibility          | Câștigat     |
| Venice Film Festival               | Golden Lion                           | 2005 | Brokeback Mountain             | Câștigat     |
| Venice Film Festival               | Golden Lion                           | 2007 | Lust, Caution                  | Câștigat     |
| Golden Globe Award                 | Best Foreign Language Film            | 2001 | Crouching Tiger, Hidden Dragon | Câștigat     |
| Golden Globe Award                 | Best Foreign Language Film            | 2008 | Lust, Caution                  | Nominalizare |
| Golden Globe Award                 | Best Motion Picture — Drama           | 2012 | Life of Pi                     | Nominalizare |
| Golden Globe Award                 | Best Director                         | 1996 | Sense and Sensibility          | Nominalizare |
| Golden Globe Award                 | Best Director                         | 2001 | Crouching Tiger, Hidden Dragon | Câștigat     |
| Golden Globe Award                 | Best Director                         | 2006 | Brokeback Mountain             | Câștigat     |
| Golden Globe Award                 | Best Director                         | 2012 | Life of Pi                     | Nominalizare |
| British Academy Film Awards        | Best Film Not in the English Language | 1995 | Eat Drink Man Woman            | Nominalizare |
| British Academy Film Awards        | Best Film Not in the English Language | 2001 | Crouching Tiger, Hidden Dragon | Câștigat     |
| British Academy Film Awards        | Best Film Not in the English Language | 2008 | Lust, Caution                  | Nominalizare |
| British Academy Film Awards        | Best Film                             | 1996 | Sense and Sensibility          | Câștigat     |
| British Academy Film Awards        | Best Film                             | 2001 | Crouching Tiger, Hidden Dragon | Nominalizare |
| British Academy Film Awards        | Best Film                             | 2012 | Life of Pi                     | Nominalizare |
| British Academy Film Awards        | David Lean Award for Direction        | 1996 | Sense and Sensibility          | Nominalizare |
| British Academy Film Awards        | David Lean Award for Direction        | 2001 | Crouching Tiger, Hidden Dragon | Câștigat     |
| British Academy Film Awards        | David Lean Award for Direction        | 2006 | Brokeback Mountain             | Câștigat     |
| British Academy Film Awards        | David Lean Award for Direction        | 2012 | Life of Pi                     | Nominalizare |
| Producers Guild of America Award   | PGA Award – Motion Pictures           | 2001 | Crouching Tiger, Hidden Dragon | Nominalizare |
| Producers Guild of America Award   | PGA Award – Motion Pictures           | 2006 | Brokeback Mountain             | Câștigat     |
| Producers Guild of America Award   | PGA Award – Motion Pictures           | 2012 | Life of Pi                     | Nominalizare |
| Critics' Choice Award              | Best Director                         | 2006 | Brokeback Mountain             | Câștigat     |
| Critics' Choice Award              | Best Director                         | 2012 | Life of Pi                     | Nominalizare |
| Directors Guild of America Award   | DGA Award – Motion Pictures           | 1996 | Sense and Sensibility          | Nominalizare |
| Directors Guild of America Award   | DGA Award – Motion Pictures           | 2001 | Crouching Tiger, Hidden Dragon | Câștigat     |
| Directors Guild of America Award   | DGA Award – Motion Pictures           | 2006 | Brokeback Mountain             | Câștigat     |
| Directors Guild of America Award   | DGA Award – Motion Pictures           | 2012 | Life of Pi                     | Nominalizare |
| Independent Spirit Awards          | Best Feature                          | 1994 | The Wedding Banquet            | Nominalizare |
| Independent Spirit Awards          | Best Feature                          | 2001 | Crouching Tiger, Hidden Dragon | Câștigat     |
| Independent Spirit Awards          | Best Director                         | 1994 | The Wedding Banquet            | Nominalizare |
| Independent Spirit Awards          | Best Director                         | 1995 | Eat Drink Man Woman            | Nominalizare |
| Independent Spirit Awards          | Best Director                         | 2001 | Crouching Tiger, Hidden Dragon | Câștigat     |
| Independent Spirit Awards          | Best Director                         | 2006 | Brokeback Mountain             | Câștigat     |
| Independent Spirit Awards          | Best Screenplay                       | 1994 | The Wedding Banquet            | Nominalizare |
| Independent Spirit Awards          | Best Screenplay                       | 1995 | Eat Drink Man Woman            | Nominalizare |
| NBR Award                          | Best Director                         | 1995 | Sense and Sensibility          | Câștigat     |
| NBR Award                          | Best Director                         | 2005 | Brokeback Mountain             | Câștigat     |
| Saturn Award                       | Best Direction                        | 2001 | Crouching Tiger, Hidden Dragon | Nominalizare |
| Saturn Award                       | Best Direction                        | 2012 | Life of Pi                     | Nominalizare |
| AACTA Awards                       | Best Direction – International        | 2012 | Life of Pi                     | Nominalizare |